# 브린다벨라스피스
브린다벨라스피스(학명: Brindabellaspis)는 1목 1속 1종으로 이루어진 데본기 판피류의 일종으로, 오리너구리와 유사한 형태의 주둥이를 갖고 있었던 것으로 추측된다. 오스트레일리아의 데본기 전기 지층을 낀 태머스-위 재스퍼 산호초에서 1980년 처음 화석이 발견되었다. 처음 발견되었을 때는 같은 암초에서 발굴된 다른 화석종들과의 해부학적인 유사성 때문에 극흉목(Acanthothoraci)의 한 종류로 간주되었다.
브린다벨라스피스는 뇌와 두개골 구조가 두갑류와 상당한 유사성을 보이며, 역시 비슷한 특징을 보이는 동갑목 판피어류와 함께 가장 조상격에 가까운 형태라고 여겨지고 있다.

## 참고 문헌
- Young, Gavin C. 1980, A new Early Devonian placoderm from New South Wales, Australia, with a discussion of placoderm phylogeny: Palaeontographica 167A pp. 10–76. 2 pl., 27 fig.
- Janvier, Philippe. Early Vertebrates Oxford, New York: Oxford University Press, 1998. ISBN 0-19-854047-7
- Long, John A. The Rise of Fishes: 500 Million Years of Evolution Baltimore: The Johns Hopkins University Press, 1996. ISBN 0-8018-5438-5